# Monroe Township (comté de Wayne, Iowa)
Pour les articles homonymes, voir Monroe Township.
Monroe Township est un township du comté de Wayne en Iowa, aux États-Unis,.
Il est nommé en référence à James Monroe, président des États-Unis.

## Source de la traduction
- (en) Cet article est partiellement ou en totalité issu de l’article de Wikipédia en anglais intitulé « Monroe Township, Wayne County, Iowa » (voir la liste des auteurs).